# Sacri Monti
Sacri Monti (italienska för "heliga berg") i Piemonte och Lombardiet är nio grupper av kapell och andra arkitektoniska verk i norra Italien uppförda under slutet av 1500-talet och under 1600-talet. De är tillägnade olika aspekter av kristen tro och anses vara mästerverk och väl integrerade med det omgivande landskapet av kullar, skogar och sjöar. De har även många viktiga konstnärliga målningar och statyer. År 2003 blev de ett världsarv.

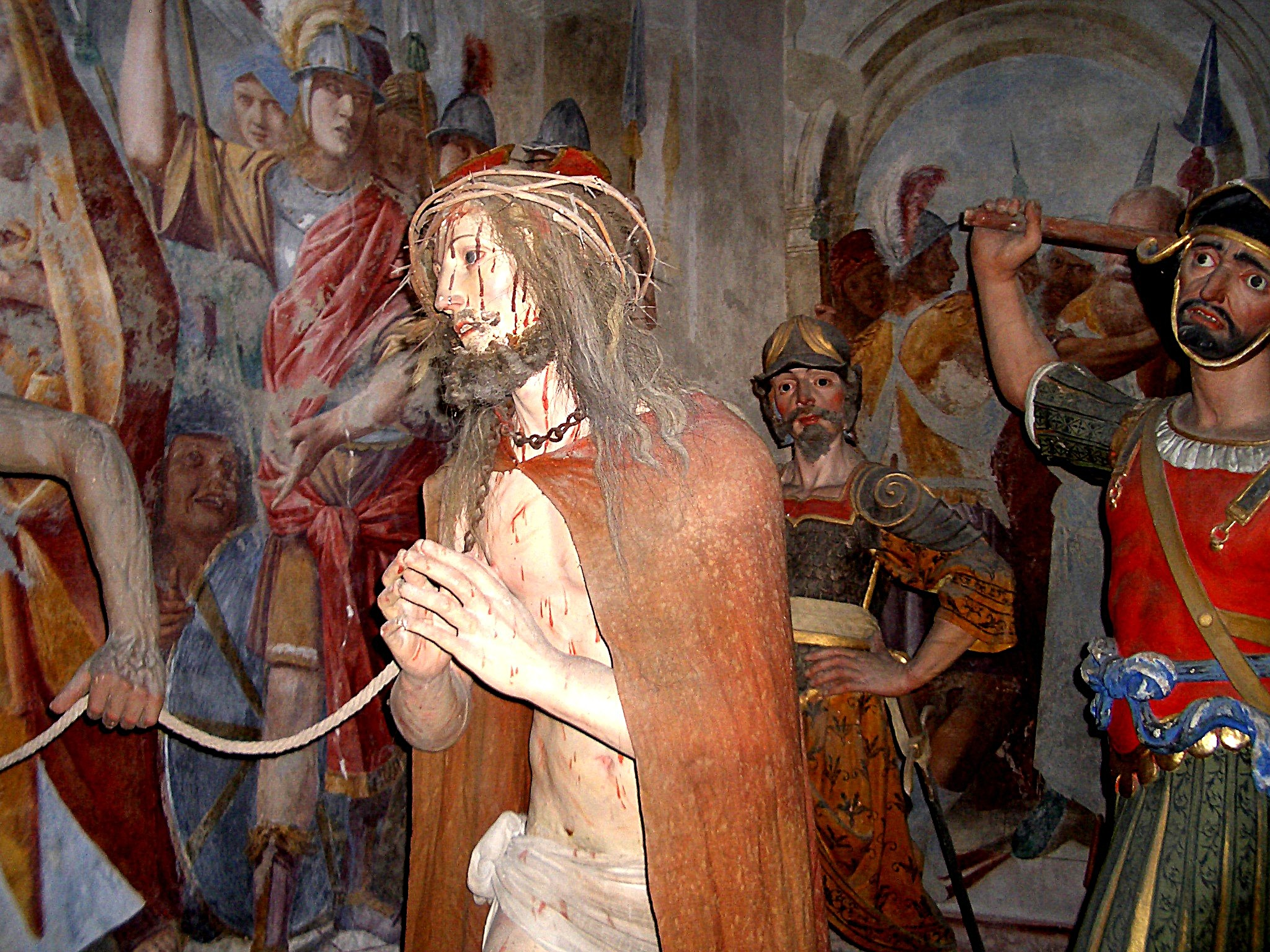
Sacro Monte di Varallo
Gaudenzio Ferrari, Statue of Christ on the Road to Calvary, Polychrome wood, ca. 1510

Modellen av de heliga berget har en kristen grund som daterar sig från sent 1400-tal, som under motreformationen spreds från Italien till Europa och Nya världen. Ett heligt berg är ett tillägnat komplex på sluttningarna av ett berg, med en serie kapell med scener från Jesu liv, Jungfru Maria eller helgon i form av målningar eller skulpturer. Här kan pilgrimer, i mindre skala, besöka och uppleva platser och händelser i Jesu liv. De heliga bergen är höga och på en viss distans från stadens centrum, i en mer naturlig omgivning. Resvägen som leder upp till heliga berg återger ofta Via Dolorosa, vägen från Jerusalem till Golgata längs vilken Kristus bar korset.
De nio Sacri Monti är:
- Sacro Monte or Nuova Gerusalemme (New Jerusalem) of Varallo Sesia (1486), Varallo Sesia, Vercelli
- Sacro Monte of Santa Maria Assunta, Serralunga di Crea (1589), Alessandria
- Sacro Monte of San Francesco, Orta San Giulio (1590), Novara
- Sacro Monte of the Rosary, Varese (1598)
- Sacro Monte of the Blessed Virgin, Oropa (1617), Biella
- Sacro Monte of the Blessed Virgin of Succour, Ossuccio (1635), Como
- Sacro Monte of the Holy Trinity, Ghiffa (1591), Verbano-Cusio-Ossola
- Sacro Monte and Calvary, Domodossola (1657), Verbano-Cusio-Ossola
- Sacro Monte of Belmonte, Valperga (1712), Turin

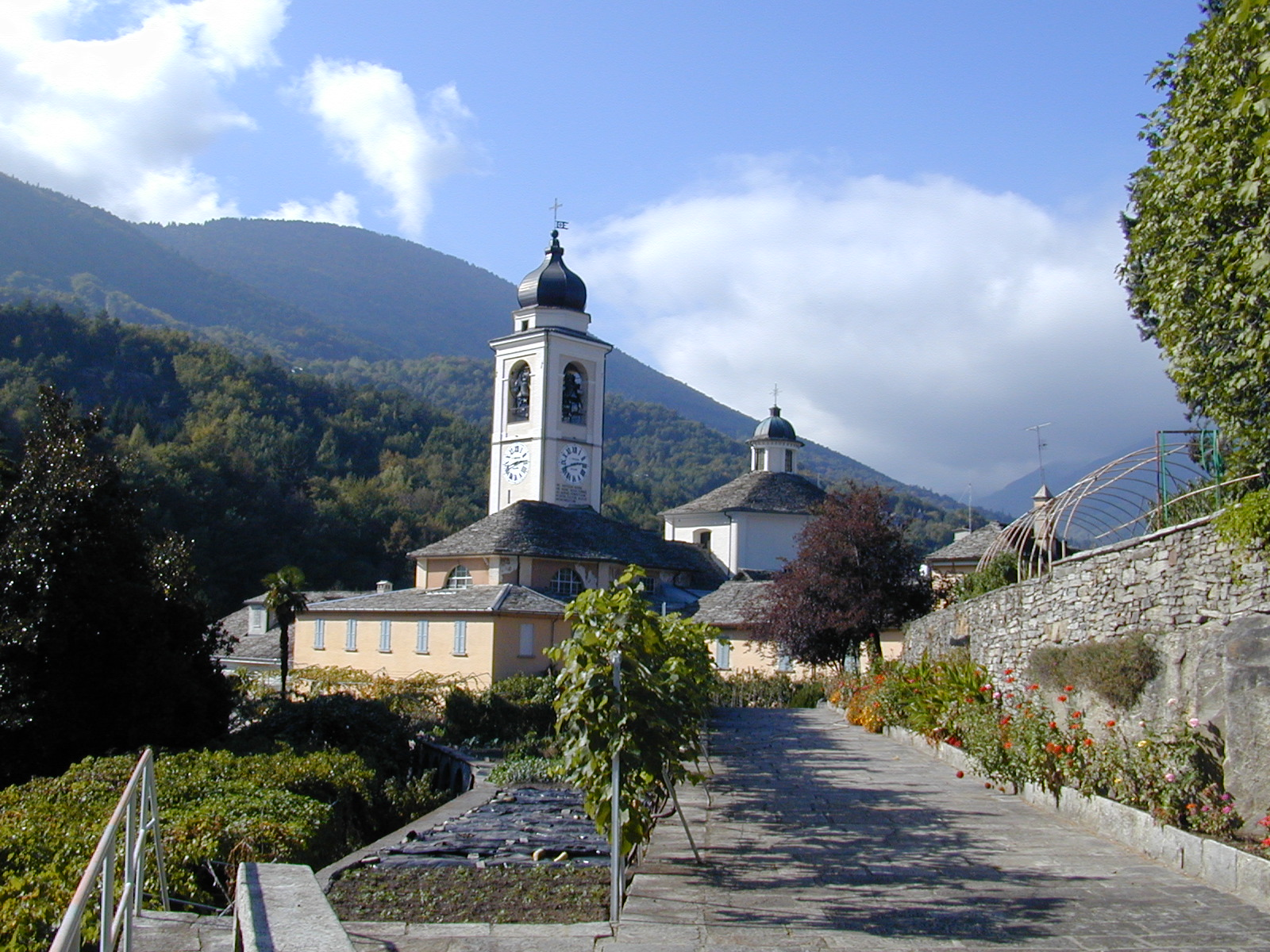
Sacro Monte di Domodossola